# Gerti Nooter
Gerti Nooter (Amsterdam, 6 december 1930 - aldaar, 28 januari 1998) was een Nederlandse museumantropoloog die vooral werkzaam was in Groenland.

## Inleiding
Gerti (Gerrit of Gert Willem) Nooter was een Nederlands sociaal geograaf die als museumconservator onderzoek deed en antropologische collecties verzamelde in met name Oost-Groenland, in het dorp Tiniteqilaaq (Diilerilaaq). Hij legde sociale veranderingen in de Groenlandse cultuur vast in verzamelingen, publicaties en 10.000 foto's. Hij toonde aan dat veranderingen in de materiële cultuur gevolgen hebben voor het sociale en culturele leven. Dat was in de jaren zeventig en tachtig van de 20e eeuw geen gangbare praktijk binnen de antropologie.

## Biografie
Gerrit Willem Nooter werd geboren op 6 december 1930 in Amsterdam als de zoon van Willem Frederik Nooter (1889-1950) en Wilhelmina Gerdina Hulsen (1894-1978). Willem Frederik Nooter was hoofd van een lagere school in Delft, waar de eerste twee kinderen werden geboren. In 1927 verhuisde de familie naar Amsterdam waar Willem Frederik Nooter werd aangesteld als hoofd van de Gijsbrecht van Aemstelschool en later de N.V. Hagedoornschool. De familie was lid van de Doopsgezinde kerk en later werd de oudste zoon van het gezin, Jan Nooter, dominee.
De jongste zoon Gerti Nooter studeerde na het lyceum in Amsterdam afgerond te hebben sociale geografie aan de Universiteit van Amsterdam. Hij voltooide deze studie in 1957. Hij trouwde met Nora (Noortje) Anna Assou, die kleuterleidster was, in Amsterdam in 1956. Het echtpaar kreeg drie zonen. Gerti werd aangesteld als leraar aardrijkskunde aan een middelbare school in Utrecht in 1959, waar het gezin zich vestigde.
In 1960 werd Nooter conservator in het Museum voor het Onderwijs (thans Museon) in Den Haag, waar hij tot 1970 werkte, en zette vervolgens in het Rijksmuseum voor Volkenkunde (thans Nationaal Museum van Wereldculturen) zijn werk voort tot 1990, het jaar waarin hij met pensioen ging. Gerti Nooter is bekend geworden door zijn veldwerk in Oost-Groenland en zijn specialisatie in de Groenlandse materiële cultuur.

## Werk
In 1967/68 verbleef Nooter, samen met zijn gezin, een jaar lang in Tiniteqilaaq (Diilerilaaq), een kleine Inuit jagerssamenleving in Oost-Groenland. Hij leerde de Groenlandse taal en verdiepte zich in het leven en de cultuur van de Oost-Groenlanders. De samenleving was toen nog voornamelijk zelfvoorzienend en de mensen leefden van visserij en zeehondenjacht. Nooter raakte geïnspireerd door de collecties van het Museum voor het Onderwijs in Den Haag, waar hij eerst conservator was, bijeengebracht door Niko Tinbergen. In Groenland zag hij de jongere generatie jagers snel moderne westerse technologie overnemen. Dit had invloed op de leiderschapsstructuren in de samenleving. Nooters leus werd: "Veranderen de dingen, dan veranderen de mensen". Hij legde zijn onderzoek vast in publicaties, diverse collecties, meer dan 10.000 foto's en in tentoonstellingen.
Nooters onderzoeksvragen richten zich op de ontwikkeling van kajaks, veranderingen in materiële cultuur, veranderend leiderschap in jagerssamenleving van Oost-Groenland. Daarbij waren innovatie en improvisatie en continuïteit en discontinuïteit speciale aandachtspunten.
Zijn belangrijkste tentoonstellingen waren Tiderida, van Eskimo tot Groenlander (1970), Museon, Den Haag, en Over leven en overleven, veranderingen in de poolgebieden (1984), Rijksmuseum voor Volkenkunde, Leiden.

## Publicaties
Van G.W. Nooter:
- Old Kayaks in the Netherlands. Mededelingen van het Rijksmuseum voor Volkenkunde, Leiden, 17. Leiden: E.J. Brill. 1971
- Leadership and Headship; changing authority patterns in an East Greenland hunting community (Mededelingen van het Rijksmuseum voor Volkenkunde, Leiden, 20. Leiden: E.J. Brill. 1976
- Improvisation and innovation. Social consequeces of material culture. In: From fieldcase to showcase. Research, acquisition in the Rijksmuseum voor Volkenkunde (W.R. van Gulik, H.s. van der Straaten & G.D. van Wengen, eds.). Amsterdam/Uithoorn: J.C. Gieben: p. 113-122. 1980
- G.W. Nooter (ed.), Life and survival in the Arctic. Cultural change in the polar regions. The Hague: Government Publishing Office. 1984

Over G.W. Nooter:
- Cunera Buijs (ed.), Continuity and discontinuity in Arctic Cultures, Essays in honour of Gerti Nooter, curator at the National Museum of Ethnology, 1970-1990. Leiden: Centre of Non-Western Studies. 1993.
- Cunera Buijs & Aviaja Rosing Jakobsen, 'The Nooter photo collection and the Roots2Share project of museums in Greenland and the Netherlands'. In: Etudes/Inuit/Studies, 35(1-2), pp. 165-186. 2011